# Франц Клаассен
Франц Клаассен (нім. Franz Claassen; 15 листопада 1881, Гольдбек — 2 травня 1945) — німецький військово-морський діяч, контрадмірал крігсмаріне, бригадефюрер СС.

## Біографія
10 квітня 1899 року вступив на флот. Пройшов підготовку на навчальному кораблі «Гнейзенау» і лінійному кораблі «Імператор Вільгельм I». З 10 лютого 1904 року — вахтовий офіцер артилерійського корабля «Габіхт», в 1904-05 році перебував в плаванні до берегів Південно-Західної Африки. У 1905-12 роках служив на навчальних кораблях, потім на верфях. З 20 листопада 1912 року — торпедний офіцер важкого крейсера «Йорк», з 22 травня 1913 року — вахтовий офіцер важкого крейсера «Зейдліц». Учасник Першої світової війни, командував допоміжними мінними кораблями, служив на важкому крейсері «Лютцов», легких крейсерах «Франкфурт» і «Емден», лінійному кораблі «Баварія». З 2 липня 1918 року — 1-й офіцер, з 6 серпня 1919 року — виконувач обов'язків командира легкого крейсера «Емден». У грудні 1918 року переведений в штаб. У 1919-20 року командував батальйоном морського полку, в травні-листопаді 1921 року — начальник центрального відділу військово-морської верфі у Вільгельмсгафені. З 1 грудня 1921 року — командир лінійного корабля «Брауншвейг», з 1 січня 1922 року — командир батальйону корабельної кадрованої дивізії «Нордзе», з 1 березня 1922 року — 1-й офіцер лінкора «Брауншвейг». З 5 квітня 1923 року — командир 2-го батальйону берегової оборони. 26 вересня 1925 року призначений комендантом Свінемюнде. 29 вересня 1928 року вийшов у відставку. З травня по 6 листопада 1941 року — командувач ВМС «С», які контролювали район Лібау-Рига. З 1 березня 1941 року — начальник штабу оберабшніту СС «Остзе». 28 лютого 1942 року вийшов у відставку. Зник безвісти (за іншими даними — загинув у бою з радянськими танковими військами).

## Звання
- Кадет (10 квітня 1899)
- Фенріх-цур-зее (10 квітня 1900)
- Лейтенант-цур-зее (27 вересня 1902)
- Оберлейтенант-цур-зее (21 березня 1905)
- Капітан-лейтенант (27 березня 1909)
- Корветтен-капітан (26 квітня 1917)
- Фрегаттен-капітан (1 травня 1923)
- Капітан-цур-зее (1 жовтня 1925)
- Контрадмірал запасу (1 грудня 1928)
- Бригадефюрер СС (1 березня 1941)
- Контрадмірал до розпорядження (1 січня 1942)

## Нагороди
- Медаль «За кампанію в Південно-Західній Африці» в бронзі
- Залізний хрест
  - 2-го класу (13 січня 1915)
  - 1-го класу (28 червня 1916)
- Галліполійська зірка (Османська імперія; 6 лютого 1918)
- Орден Церінгенського лева, лицарський хрест 1-го класу з мечами (24 травня 1918)
- Морський нагрудний знак «За поранення» в чорному
- Хрест «За вислугу років» (Пруссія) (25 років)
- Хрест Левенфельда
- Почесний хрест ветерана війни з мечами
- Почесний кут старих бійців (1937)
- Почесна шпага рейхсфюрера СС (1 березня 1938)
- Застібка до Залізного хреста
  - 2-го класу (2 серпня 1941)
  - 1-го класу (5 жовтня 1941)
- Хрест Воєнних заслуг 2-го і 1-го класу
- Кільце «Мертва голова» (30 січня 1942)
- Золотий партійний знак НСДАП
- Медаль «За вислугу років у НСДАП» в бронзі (10 років)